# Hans Sloane
Hans Sloane (Killyleagh, Condado de Down, Irlanda, 16 de abril de 1660 — Chelsea, Londres, 11 de janeiro de 1753) foi um médico, naturalista e colecionador irlandês de origem escocesa.[carece de fontes?]

## Biografia
Após estudar medicina em Londres, foi para a França, passando por Paris e Montpellier e se graduou M.D. na Universidade de Orange em 1683. Desde jovem adquiriu o gosto por colecionar objetos de história naturais e outras curiosidades.
Logo foi eleito para a Royal Society e em 1687 tornou-se membro do Royal College of Physicians. Seguindo o Duque de Albemarle, fez uma viagem à Jamaica entre 1685 e 1686, onde coletou cerca de 800 novas espécies de plantas que deram origem a um herbário particular e em 1696 publicou um elaborado catálogo em Latim. Assim começou a colecionar plantas, livros, manuscritos e curiosidades adquiridas durante suas viagens, que formaram a base do Museu Britânico.

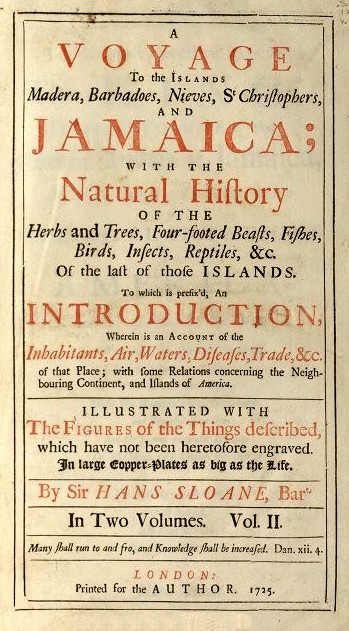

Em 1716 foi tornado baronete. Em 1719 tornou-se presidente do Royal College of Physicians, cargo em que permaneceu por 16 anos. Em 1722 foi nomeado médico geral da armada e depois, em 1727, primeiro médico de Jorge II da Grã-Bretanha. Sucedeu em 1727 Sir Isaac Newton como presidente da Royal Society de onde se retirou aos 80 anos.
Alguns anos depois de sua morte, em 1759, o Parlamento do Reino Unido aprovou a compra da coleção de obras pertencente a esse brilhante irlandês, dando origem assim ao Museu Britânico, incluindo 150 peças originárias do Egito e 50 mil volumes, além de 3.560 manuscritos.

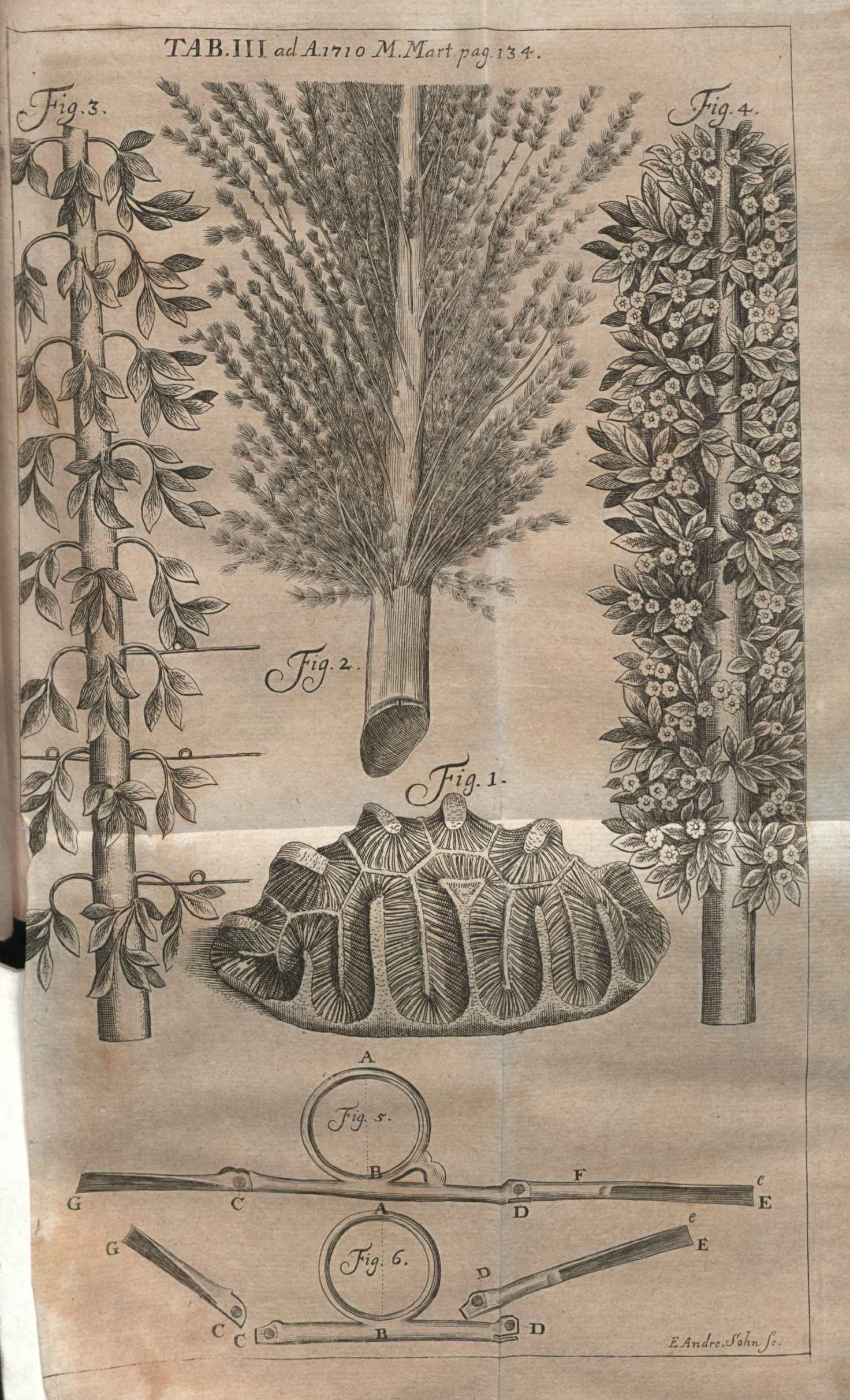
Ilustração da A voyage to the islands Madera, Barbados, Nieves, S. Christophers and Jamaica publicada em Acta eruditorum, 1710